# Sultandağı
Sultandağı ist eine Stadt und ein Landkreis der türkischen Provinz Afyonkarahisar. Die Stadt liegt etwa 65 Kilometer südöstlich der Provinzhauptstadt Afyonkarahisar und beherbergt über 37 Prozent der Landkreisbevölkerung. Die Stadt liegt an der Fernstraße D-300 von Izmir nach Konya. Sie gliedert sich in 6 Mahalle.
Der Landkreis wurde 1958 vom südöstlichen Teil des Kreises Bolvadin als eigenständiger Kreis abgetrennt. Er grenzt im Westen an den Kreis Çay, im Nordwesten an den Kreis Bolvadin, im Norden an den Kreis Emirdağ, im Osten an die Provinz Konya und im Süden an die Provinz Isparta. Im Nordwesten des Kreises liegt ein Teil des Sees Eber Gölü, im Südosten des Akşehir Gölü. Im Südwesten liegt ein Teil des Gebirges Sultan Dağları.

Der Landkreis besteht neben der Kreisstadt aus zwei weiteren Kleinstädten/Gemeinden (Belediye): Yeşilçiftlik (2105 Einwohner) und Dereçine (1957 Einw.). Des Weiteren gehören zum Kreis noch 11 Dörfer (Köy) mit durchschnittlich 414 Einwohnern. Yakasinek (1302 Einwohner) und Kırca (1145 Einw.) sind die größten davon, zwei weitere Dörfer haben mehr Einwohner als der Durchschnitt. Der Kreis hatte Ende 2024 die geringste Bevölkerungsdichte der Provinz (14,8 Einwohner je km²).